# Xınalı
Xınalı är en ort i Azerbajdzjan.   Den ligger i distriktet Goranboj, i den centrala delen av landet, 270 km väster om huvudstaden Baku. Xınalı ligger 127 meter över havet och antalet invånare är 865.
Terrängen runt Xınalı är platt, och sluttar österut. Närmaste större samhälle är Borsunlu, 9,7 km sydväst om Xınalı.
Trakten runt Xınalı består till största delen av jordbruksmark. Runt Xınalı är det ganska tätbefolkat, med 67 invånare per kvadratkilometer.